# Penepodium foeniforme
Penepodium foeniforme là một loài côn trùng cánh màng trong họ Sphecidae, thuộc chi Penepodium. Loài này được Perty miêu tả khoa học đầu tiên năm 1833.